# Oliver Drechsel
Oliver Drechsel (* 10. Mai 1973 in Langenfeld (Rheinland)) ist deutscher  Konzertpianist und Komponist.

## Leben
Nach anfänglichem Unterricht bei seiner Mutter, der Konzertpianistin Ruth Drechsel-Püster, studierte er an der Hochschule für Musik Köln bei Roswitha Gediga-Glombitza und Pavel Gililov. Meisterkurse, unter anderem bei Peter Feuchtwanger, Karl-Heinz Kämmerling und dem Alban-Berg-Quartett, ergänzten diese Ausbildung, die er 1998 mit dem Konzertexamen abschloss. Im gleichen Jahr veröffentlichte er seine Debüt-CD „Jürg Baur – Das Klavierwerk“ und erhielt den Kulturpreis der Sparkassen-Kulturstiftung Rheinland (Förderpreis). Für seine Kompositionen erhielt er u. a. den 1. Preis des Siegburger Kompositionswettbewerbs 2007.
Drechsel widmet sich der Wiedergabe von Klaviermusik des 18. und 19. Jahrhunderts auf historischen Originalinstrumenten aus der Sammlung Dohr (Köln). Dies umfasst Klavierwerke der Komponisten Ferdinand Hiller, Friedrich Kiel, Christian Gottlob Neefe, Christian Heinrich Rinck und Johann Wilhelm Wilms, wobei es sich größtenteils um Weltersteinspielungen handelt.
Neben solistischen Auftritten im In- und Ausland (unter anderem in der Reihe „Best of NRW“) sowie Rundfunk-Mitschnitten und CD-Produktionen liegt ein weiterer Schwerpunkt seines pianistischen Schaffens auf dem Bereich der Kammermusik, in dem er mit Christoph Lahme (Harmonium) als „Liaison extraordinaire“ sowie mit Gernot Süßmuth (Violine) und Dagmar Spengler (Violoncello) als „Klaviertrio Köln-Weimar“ konzertiert. 2003 war Drechsel artist in residence beim Rinck-Fest Köln.
Oliver Drechsel unterrichtet Musik und Mathematik am Otto-Hahn-Gymnasium in seinem Wohnort Monheim am Rhein sowie Klavier an der Hochschule für Musik Köln.
Sein Werk (CDs, Bücher, Noten) wird größtenteils durch den Verlag Dohr veröffentlicht.

## Diskografie
- auf Konzertflügel  Ibach:
  - Jürg Baur: Das Klavierwerk, Telos Records 024, 1998.
- auf Konzertflügel Steinway & Sons:
  - Jürg Baur: mit wechselndem schlüssel. Klavierlieder (zus. m. Matthias Güdelhöfer, Bassbariton), Verlag Dohr, DCD018, 2001.
  - dialogo. Werke des 20. Jahrhunderts für Violoncello und Klavier von Sergej Prokofjew, Buxton Orr und Benjamin Britten (zus. m. Dagmar Spengler, Violoncello), Verlag Dohr DCD017, 2001.
  - fantasia. Klavierfantasien von Carl Philipp Emanuel Bach, Wolfgang Amadeus Mozart, Frédéric Chopin, Sergej Rachmaninoff und Franz Schubert, Verlag Dohr DCD007, 2001.
  - Christian Gottlob Neefe: XII Klaviersonaten, Ludwig van Beethoven: Kurfürsten-Sonaten, Verlag Dohr DCD027, 2006/07.
  - Stockholm@Köln: Neue Kammermusik für Fagott und Klavier, zusammen mit Berthold Große (Fagott), Werke von Oliver Drechsel, Andreas Herkenrath und Johan Ullén, arcantus, arc19018, 2019
  - Liaison extraordinaire: Beethoven, zusammen mit Christoph Lahme (Harmonium), Werke von Ludwig van Beethoven, Oliver Drechsel und Sigfrid Karg-Elert, VDE Gallo CD1621, 2020.
- auf Konzertflügel Theodor Stöcker, Berlin 1868 (Haus Eller):
  - Friedrich Kiel, Das Klavierwerk Vol. 1, Verlag Dohr DCD009, 2002.
  - Friedrich Kiel, Das Klavierwerk Vol. 2 (zus. m. Wilhelm Kemper), Verlag Dohr DCD011, 2003.
  - Friedrich Kiel, Das Klavierwerk Vol. 3 (zus. m. Wilhelm Kemper), Verlag Dohr, DCD013, 2004.
  - Friedrich Kiel, Das Klavierwerk Vol. 4 (zus. m. Wilhelm Kemper), Verlag Dohr, DCD023, 2007.
- auf Hammerflügel Christian Erdmann Rancke, Riga 1825 (Haus Eller):
  - Johann Christian Heinrich Rinck, Das Klavierwerk Vol. 1 (Verlag Dohr, DCD018, 2002)
  - Johann Christian Heinrich Rinck, Das Klavierwerk Vol. 2 (zus. mit Egino Klepper; Verlag Dohr, DCD019, 2003)
  - Johann Wilhelm Wilms, Werke für Klavier solo Vol. 1 (Verlag Dohr, DCD024, 2004)
  - Johann Wilhelm Wilms, Werke für Klavier solo Vol. 2 mit Sprecher Claus Biederstaedt (Verlag Dohr, DCD029, 2007)
- auf Clavichord Wilhelm Heinrich Bethmann 1799 (Kopie J. C. Neupert, Bamberg 1999 (Haus Eller)):
  - Christian Gottlob Neefe: XII Klaviersonaten, Ludwig van Beethoven: Kurfürsten-Sonaten, Verlag Dohr DCD026, 2006/07.

## Schriften
- als Autor:
  - Jürg Baur: Das Klavierwerk. Verlag Dohr 1998 (ISBN 3-925366-60-1)
- als Herausgeber:
  - Jürg Baur: Drei frühe Klavierstücke (1943/60). Verlag Dohr 1998 (ISMN M-2020-0507-1)
  - Jürg Baur: Werkverzeichnis. Verlag Dohr 2000 (ISBN 3-925366-59-8)
  - Jürg Baur: Annotationen zur Musik. Ausgewählte Schriften, Aufsätze und Vorträge. Verlag Dohr 2003 (ISBN 3-936655-01-4)
  - Johann Wilhelm Wilms: Klavierwerke Vol. 1 (mit CD). Denkmäler rheinischer Musik Vol. 25, Verlag Dohr 2005 (ISMN M-2020-1120-1)
  - Daniel Friedrich Eduard Wilsing: Sonate für Pianoforte und Violine (1832). Erstausgabe. Verlag Dohr 2005 (ISMN M-2020-1160-7)